# نخستین جنگ داخلی انگلستان
نخستین جنگ داخلی انگلستان (به انگلیسی: First English Civil War) (۱۶۴۲–۱۶۴۶) نخستین دوره از جنگ‌های داخلی انگلستان است. جنگ داخلی انگلستان شامل یک سری از درگیری‌های نظامی و دسیسه‌های سیاسی میان سلطنت‌خواهان و پارلمان‌گرایان انگلستان بود که در میان سال‌های ۱۶۴۲ و ۱۶۵۱ صورت گرفت بوده است این جنگ، دومین جنگ داخلی انگلستان (۱۶۴۸–۱۶۴۹) و سومین جنگ داخلی انگلستان (۱۶۴۹–۱۶۵۱) را نیز در پی آورد.